# East
Az East 1975-ben alakult magyar progresszívrock-zenekar. 1994-ben feloszlott. 2012. június 8-án a pécsi Kodály Központban adtak nagyszabású koncertet, amelyen a zenekar két kiemelkedő korszakának tagsága lépett fel, hasonlóan az 1994-es búcsúkoncerthez. Erről később DVD jelent meg Messze a Felhőkkel címen. 2013. március 4-én Szegedi Nemzeti Színházban, március 12-én pedig a Művészetek Palotájában adtak koncertet. 2014. április 25-én az MR2 Szimfonik+ közreműködésével Szimfonikus előadást adtak a Művészetek Palotájában. A zenekar klasszikus és utolsó felállása azóta is közösen aktív.

## Tagjai
Utolsó felállás
- Móczán Péter – basszusgitár (1975–1994)
- Pálvölgyi Géza – billentyűsök (1980–1984, 1987–1994)
- Dorozsmai Péter – dobok (1985–1994)
- Takáts Tamás – ének (1986–1994)

Klasszikus felállás
- Móczán Péter – basszusgitár (1975–1994)
- Varga János – gitár (1975–1986)
- Király István – dobok (1975–1984)
- Pálvölgyi Géza – billentyűsök (1980–1984, 1987–1994)
- Zareczky Miklós – ének (1980–1983)

Alapítók
- Móczán Péter – basszusgitár (1975–1994)
- Varga János – gitár (1975–1986)
- Király István – dobok (1975–1984)
- Szakcsi Lakatos Béla – billentyűsök (1975–1976)

További tagok
- Csík Gusztáv – billentyűsök (1976–1977)
- Császár Ferenc – billentyűsök (1977–1979)
- Balina Gyula – billentyűsök (1980)
- Tisza József – ének (1983–1985)
- Németh István – billentyűsök (1984–1985)
- Oláh Ali – billentyűsök (1985–1986)
- Homonyik Sándor – ének (1985–1986)
- Madarász Gábor - szólógitár ( 2012 - )

Közreműködők
- Deseő Csaba – hegedű
- Németh János – szaxofon
- Fogarassy János – orgona
- Füsti Balogh Gábor – billentyűsök
- Regős István – billentyűsök
- Lakatos Antal – szaxofon
- Babos Gyula – gitár
- Mohai Tamás – gitár
- Karácsony János – gitár
- Muck Ferenc – szaxofon
- Mákó Miklós – trombita
- Tátrai Tibor – gitár
- Maróthy Zoltán - gitár
- Madarász Gábor - gitár

## Diszkográfia

### Kislemezek
- Szirének / A valóság hangjai (1980) – instrumentális
- Neighbours [Rések a falon] / Landing [Földközelben] (Pepita International, PR 957)
- '56 (1989) (ének: Takáts Tamás, közreműködik: Malek Andrea)

### Albumok
Álmok (rádiófelvétel 1980) – instrumentális
- Álom
- Síva
- Kilencedik találkozás az Édenben
- Ölelkezés
- Eső és szél
- Ébredés
- Valóság

Játékok (1981) – Zareczky Miklós magyar nyelven
- Nyitány
- Messze a felhőkkel
- Szállj most fel
- Kék-fekete látomás
- Gyémántmadár
- Lélegzet
- Nézz rám
- Üzenet
- Epilóg
- Remény

Hűség (1982) – Zareczky Miklós magyar nyelven
- Hűség
- Keresd önmagad
- Mágikus erő
- Én voltam
- A végtelen tér öröme
- Újjászületés
- Ablakok
- Vesztesek
- Felhőkön sétálva
- Várni kell
- Merengés

Blue Paradise (1983) – Zareczky Miklós angol nyelven
- Overture
- Far Away With The Clouds
- Fly Up Now
- Blue-Black Vision
- Diamond Bird
- Breath
- Look At Me
- Message
- Epilogue
- Expectation

Rések a falon (1983) – Tisza József magyar nyelven
- Rések a falon
- Az idegen
- Mintha mégis
- Száguldj velem
- Különvonaton
- Földközelben
- Agymosás
- Az utolsó éjszaka
- Az óra jár
- Tánc a parázson

Faith (1984) – Tisza József angol nyelven
- Faith
- Search Yourself
- Magical Power
- It Was Me
- The Happiness Of The Endless Space
- Born Again
- Windows
- Losers
- Walkin' On The Clouds
- You Must Wait
- Meditation

Az áldozat (1984) – instrumentális
- Szodoma
- Árverés
- Asszonyok panaszdala
- Átoktánc
- Lea
- Pusztulás

1986 (1986) – Homonyik Sándor magyar nyelven
- Kiáltás
- Krízis
- Változások
- Az aranyöböl kapuja
- A lefátyolozott hölgy
- Szelíd sólyom odaszáll
- Balett
- A történet végtelen
- Az utolsó határ

A szerelem sivataga (1988) – Takáts Tamás magyar nyelven
- David Bowie szeme
- Fényes ösvény
- Mama
- Iránytű nélkül
- A bál
- A szerelem sivataga
- A szél, az álom és a tündér
- Ketten a havon
- Várom az ünnepeket
- Túlélők

Taking The Wheel (1992/1993) – Takáts Tamás angol nyelven
- Taking The Wheel
- Parachuting My Love
- A Telexed Message
- Wind Of Change
- Ode To Existence
- Tess
- The Party Is Over I.
- The Party Is Over II.
- I Can’t Keep Up
- The Harvest Moon
- Kudos
- It Doesn’t Take Much
- Survivors

Radio Babel (1994) – Takáts Tamás magyar nyelven
- Radio Babel
- Ha zászlót bont a félelem
- Szél repítse lelkem
- A túlélők dala
- Veszett világ
- Elrejtettél a szívedben
- Az utolsó pohár
- Az édentől keletre
- Eljön majd a nap
- Az utolsó dal

Két arc – East Live – 1994. szeptember 24. Budapest Sportcsarnok (1995) – Takáts Tamás magyar és angol nyelven és Zareczky Miklós magyar nyelven
- David Bowie szeme
- Ha zászlót bont a félelem
- Radio Babel
- Szél repítse lelkem
- '56 (közreműködik: Keresztes Ildikó)
- Fényes ösvény
- A szerelem sivataga (közreműködik: Keresztes Ildikó)
- Parachuting My Love
- The Party Is Over
- Messze a felhőkkel
- Gyémántmadár
- Üzenet
- Epilóg
- Ablakok
- Várni kell

Csepel felett az ég (2012) – 1981-es csepeli koncertfelvétel
- Talán hajnalodik
- Nyitány
- Messze a felhőkkel
- Szállj most fel
- Kék-fekete látomás
- Gyémántmadár
- Közjáték
- Lélegzet
- Nézz rám
- Üzenet
- Epilog
- Remény
- Just the Blues